# FK Qysyl-Schar SK
Der FK Qysyl-Schar SK (kasachisch Футбол клубы Қызыл-Жар СК Futbol kluby Qysyl-Schar SK, russisch Футбольный клуб Кызыл-Жар СК Futbolnyi klub Kysyl-Schar SK) ist ein kasachischer Fußballverein aus der nordkasachischen Stadt Petropawl.

## Geschichte

### Namensentwicklung
- 1968–69, 1979–90 – Awangard
- 1970–78, 1990–92 – Metallist
- 1998 – Jessil
- 1999 – Access-Jessil
- 2000 – Access-Golden Grein
- 2001–2008 – Jessil Bogatyr
- 2009–2012 – Qysylschar
- seit 2013 – Qysyl-Schar SK

### Sowjetische Meisterschaft
Der Verein wurde im Jahr 1968 als Awangard gegründet. In der sowjetischen Meisterschaft spielte der Club meist in den untersten Ligen. Das beste Ergebnis wurde 1981 mit dem 13. Rang in der 3. Liga erzielt.

### Kasachische Fußball-Meisterschaft
Seit der Unabhängigkeit Kasachstans 1991 spielte der Verein in der höchsten Fußball-Spielklasse des Landes. 1992 belegte die Mannschaft den enttäuschenden 19. Platz in der ersten Austragung der kasachischen Lige und wurde aufgelöst. Von 1993 bis 1997 nahm der Verein aufgrund finanzieller Schwierigkeiten nicht am Spielbetrieb der kasachischen Liga teil. 1998 wurde der Verein neu gegründet und in die zweite Liga aufgenommen, wo der vierte Platz und der damit verbundene Aufstieg erreicht werden konnten. Die drei darauffolgenden Spielzeiten waren die erfolgreichsten in der Geschichte des Teams. 1999 gewann die Mannschaft die Vizemeisterschaft mit vier Punkten Rückstand auf Irtysch Pawlodar. In der Saison 2000 wurde sie beinahe Meister, verlor aber das entscheidende Spiel um den ersten Platz im Zentralstadion Almaty gegen Schenis Astana mit 0:2, nachdem die beiden Teams die reguläre Saison punktgleich abgeschlossen hatten. Zudem stand das Team im Finale des kasachischen Pokals, das allerdings mit 0:5 gegen Kairat Almaty verloren wurde. Die nächste Spielzeit beendete die Mannschaft auf dem dritten Platz. Von 2002 bis 2008 wurden Plätze im Mittelfeld der Tabelle belegt. Nach der Spielzeit 2009 stieg das Team aus der Premjer-Liga ab. Der Wiederaufstieg gelang erst 2018 unter dem neuen Namen Qysyl-Schar SK wieder, der Verein stieg aber gleich wieder ab, nachdem er die Tabelle äußerst knapp auf dem zweitletzten, 11. Platz abgeschlossen hatte. 2020 stieg Qysyl-Schar abermals auf und konnte sich seither in der obersten Liga halten. Die beste Platzierung seither war der 4. Platz in der Saison 2021.

## Stadion
Der Verein trägt seine Heimspiele im 11.000 Zuschauer fassenden Qarassai-Stadion aus. In der Spielzeit 2008 war das bis dahin unter dem Namen Awangard-Stadion das am meisten besuchte Stadion in der kasachischen Premjer-Liga.

## Erfolge
- Kasachische Meisterschaft:
  - Vizemeister: 1999, 2000
  - 3. Platz: 2001
- Kasachischer Pokal:
  - Finalist: 2000

## Europapokalbilanz
| Saison  | Wettbewerb                    | Runde                  | Gegner        | Gesamt | Hin     | Rück    |
| ------- | ----------------------------- | ---------------------- | ------------- | ------ | ------- | ------- |
| 2022/23 | UEFA Europa Conference League | 2. Qualifikationsrunde | NK Osijek     | 3:2    | 1:2 (H) | 2:0 (A) |
| 2022/23 | UEFA Europa Conference League | 3. Qualifikationsrunde | APOEL Nikosia | 0:1    | 0:1 (A) | 0:0 (H) |

Gesamtbilanz: 4 Spiele, 1 Sieg, 1 Unentschieden, 2 Niederlagen, 3:3 Tore (Tordifferenz ±0)

## Bekannte ehemalige Spieler
| Kasachstan - Ruslan Baltiew (2000) - Wladimir Loginowski (2002–2009) - Kairat Nurdauletow (2001) - Sergei Skorych (2001–2002) - Wiktor Subarew (2003–2004) - Jewgeni Tarassow (2006) | GUS - Artjom Chatschaturow (2015) - Elşən Qəmbərov (2002) - Gogita Gogua (2018) - Vytautas Andriuškevičius (2020) - Wladimir Baýramow (2000) - Baýramnyýaz Berdiýew (2001–2004) - Ihar Sjankowitsch (2020) | Europa - Michail Wenkow (2018) - Gabriel Enache (2020) | Afrika - Moussa Koné (2020) - Momodou Ceesay (2018–2020) - Mamoutou Coulibaly (2017) | Amerika - Danilo Alves (2021) |

## Bekannte ehemalige Trainer
- Dmitri Ogai (2000–2001)